# Ульсон, Хагар
Хагар Ульсон (швед. Hagar Olsson; 16 сентября 1893, Кустави, Або-Бьёрнеборгская губерния, Великое княжество Финляндское, Российская империя — 21 февраля 1978 Хельсинки, Финляндия) — финская писательница-модернистка, драматург, переводчица
 и литературный критик. Писала на шведском языке.

## Биография
Дочь пастора. В 1906 году с семьёй переехала в Карелию. Образование получила в Хельсинской Школе экономики и в университете в Хельсинки.
Позже работала литературным критиком в газете «Dagens Press» (Svenska Pressen), затем стала членом редакции культурологического журнала «Ultra» вместе с Эльмером Диктониусом.

## Творчество
Литературную деятельность начала в 1916 году. Участвовала в основании литературного журнала «Ultra» («Ультра», 1922, на финском и шведском языках).
Наряду с поэтом Э. Диктониусом является родоначальницей финско-шведского модернизма.
Герой её первого экспрессионистского романа «Мистер Еремиас в поисках иллюзий» (1926) после тщетных поисков примирения с реальностью находит выход в смерти. В своих драмах писательница ставила актуальные проблемы социальной действительности, в то же время её пьесы («Разбойник и девушка», 1944, и др.) содержат элементы мистики. Роман-легенда «Резчик и смерть» (1940) и фантастическая новелла «Китайская прогулка» (1949) ‒ лучшие произведения Ульсон.
Её творчество позднего периода приобрело лирическую окраску, значительное место в нём занимает общечеловеческая проблематика («Смерть любви», 1952, и др.).

## Избранные публикации
- Lars Thorman och döden, 1916
- Själarnas ansikten, 1917
- Kvinnan och nåden, 1919
- Ny generation, 1925
- Mr Jeremias söker en illusion, 1926
- S O S, 1928
- På Kanaanexpressen, 1929
- Det blåser upp till storm, 1930
- Det blåa undret, 1932
- Chitambo, 1933
- Arbetare i natten, 1935
- Träsnidaren och döden, 1940
- Jag lever, 1948
- Kinesisk utflykt, 1949
- Kärlekens död, 1952
- Rövaren och jungfrun, 1952
- Tidiga fanfarer och annan dagskritik, 1953
- Hemkomst, 1961
- Tidig dramatik, 1962
- Möte med kära gestalter, 1963
- Tidig prosa, 1963
- Drömmar, 1966
- Ridturen och andra berättelser, 1968
- Hitchcock kommer på besök, 1987

### Драмы
- Hjärtats pantomim (1927)
- SOS (1928)
- Det blåser upp till storm (1930)
- Det blåa undret (1932)
- Lumisota (1939)
- Rövaren och jungfrun (1944)
- Kärlekens död (1952)

## Награды
За свою жизнь получила ряд наград и премий за вклад в шведскую и финскую литературу, в том числе
- Премия Шведской академии (1966)
- Премия Толландера (1934 и 1950)
- Премия Эйно Лейно (1965)
- Премия «Финляндия» Шведской академии (1966)
- медаль Pro Finlandia (1968)